# Vállaj
Vállaj (deutsch Wahlei) ist eine ungarische Gemeinde im Kreis Mátészalka im Komitat Szabolcs-Szatmár-Bereg. Zur Gemeinde gehört der Ortsteil Ágerdőmajor.

## Geografische Lage
Vállaj liegt 54 Kilometer südöstlich des Komitatssitzes Nyíregyháza, 22 Kilometer südlich der Kreisstadt Mátészalka und grenzt im Osten und Süden an Rumänien. Die Nachbargemeinde Mérk liegt unmittelbar nördlich, Terem westlich der Gemeinde. Jenseits der Grenze liegen die rumänischen Orte Urziceni-Pădure, Urziceni, Lucăceni und Berveni.

## Geschichte
Im Jahr 1913 gab es in der damaligen Kleingemeinde 262 Häuser und 2624 Einwohner auf einer Fläche von 13.143 Katastraljochen. Sie gehörte zu dieser Zeit zum Bezirk Nagykároly im Komitat Szatmár.

## Sehenswürdigkeiten
- Denkmal der Zwangsarbeiter (Málenkij robot emlékmű), erschaffen von Sándor Sebestyén
- Gyula-Láng-Büste, erschaffen von Írisz Kulcsár
- Kalvarienberg am Friedhof
- Römisch-katholische Kirche Szentlélek, erbaut 1918 nach Plänen von Ernő Foerk, mit Glasfenstern von József Palka aus dem Jahr 1916
- Römisch-katholische Kapelle Nepomuki Szent János, erbaut 1752, in den Weinbergen gelegen
- Sándor-Becsky-Gedenkstein (Becsky Sándor-emlékkő)
- Szent-Vendel-Statue, erschaffen 1918

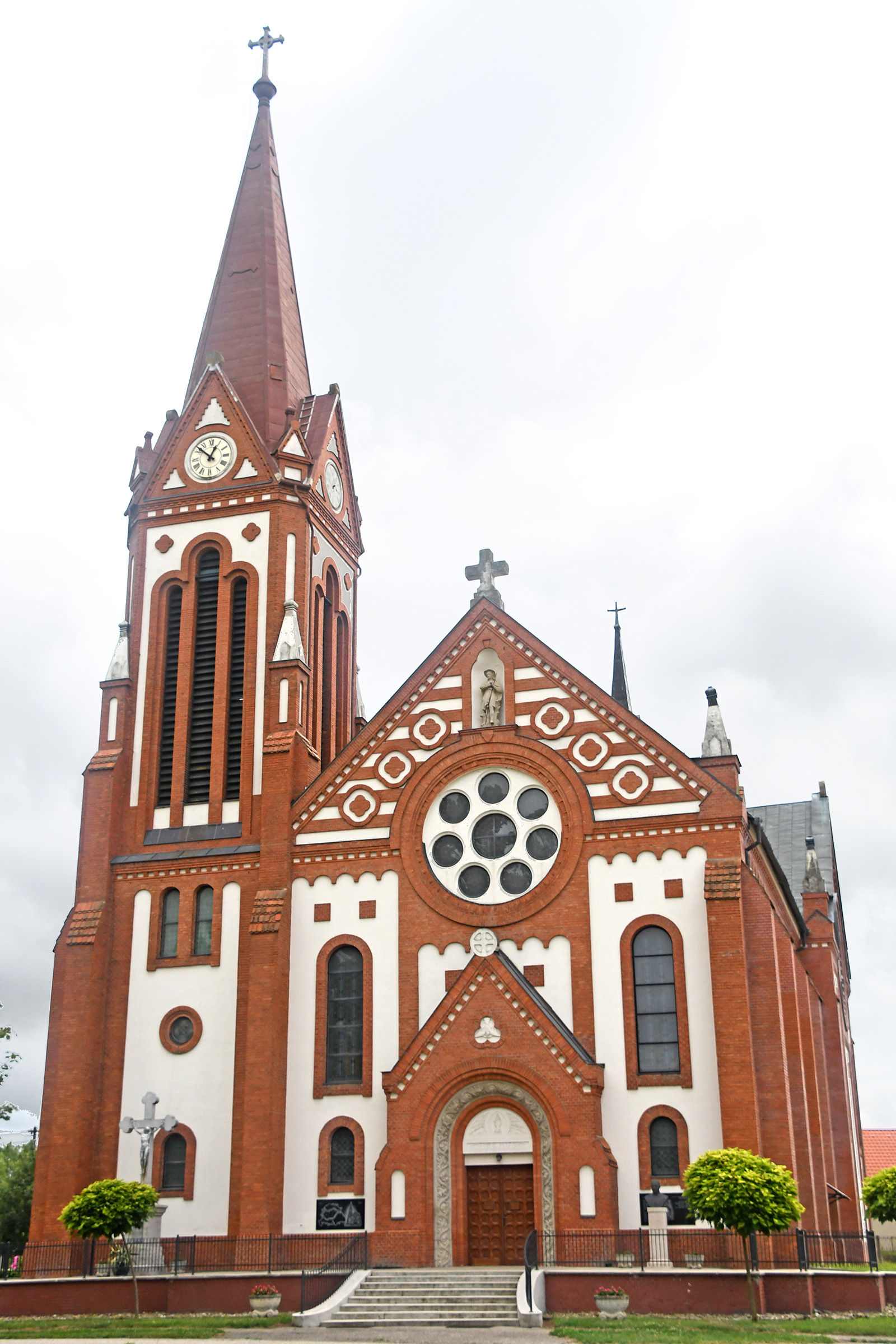
Römisch-katholische Kirche Szentlélek
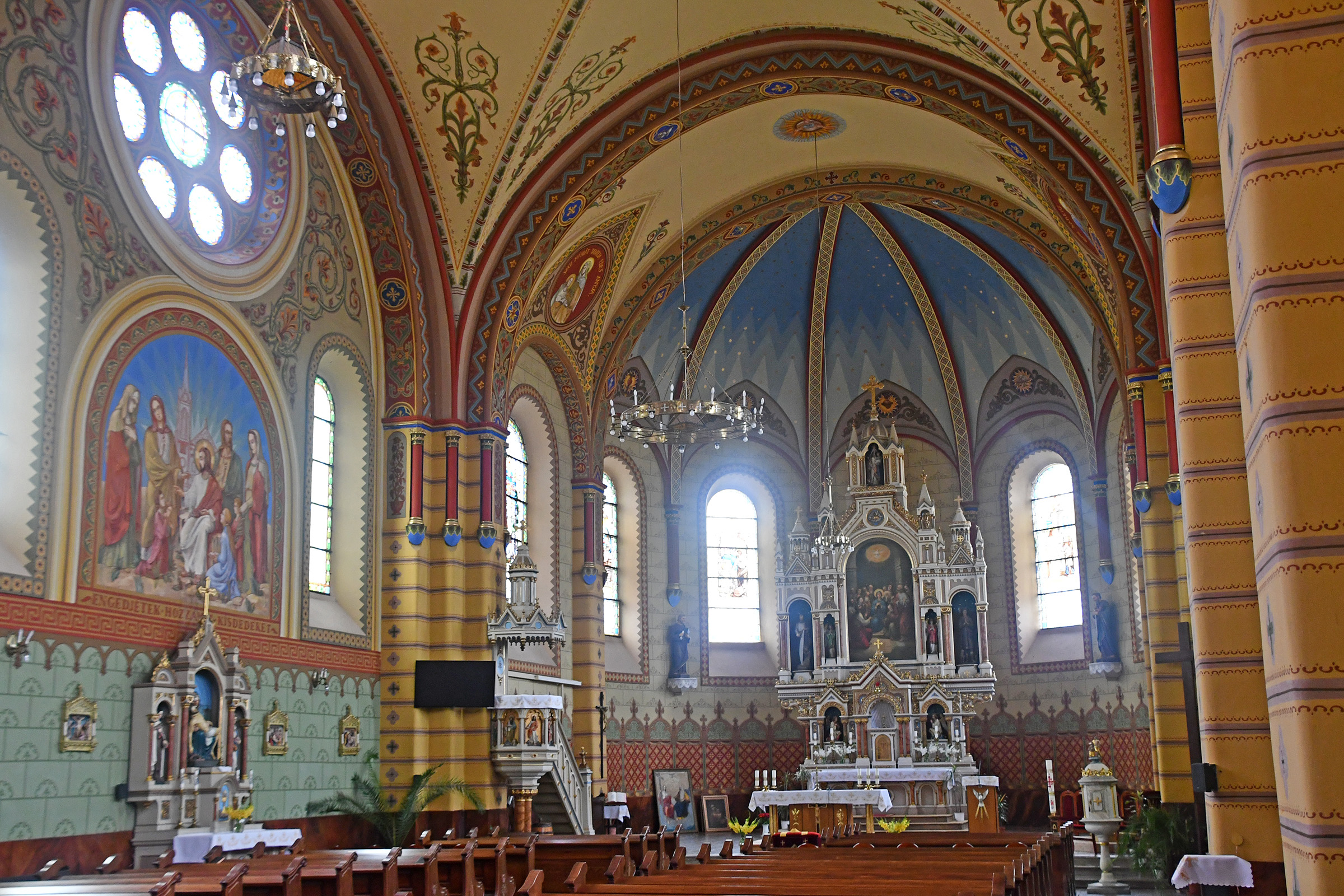
Innenraum der Kirche
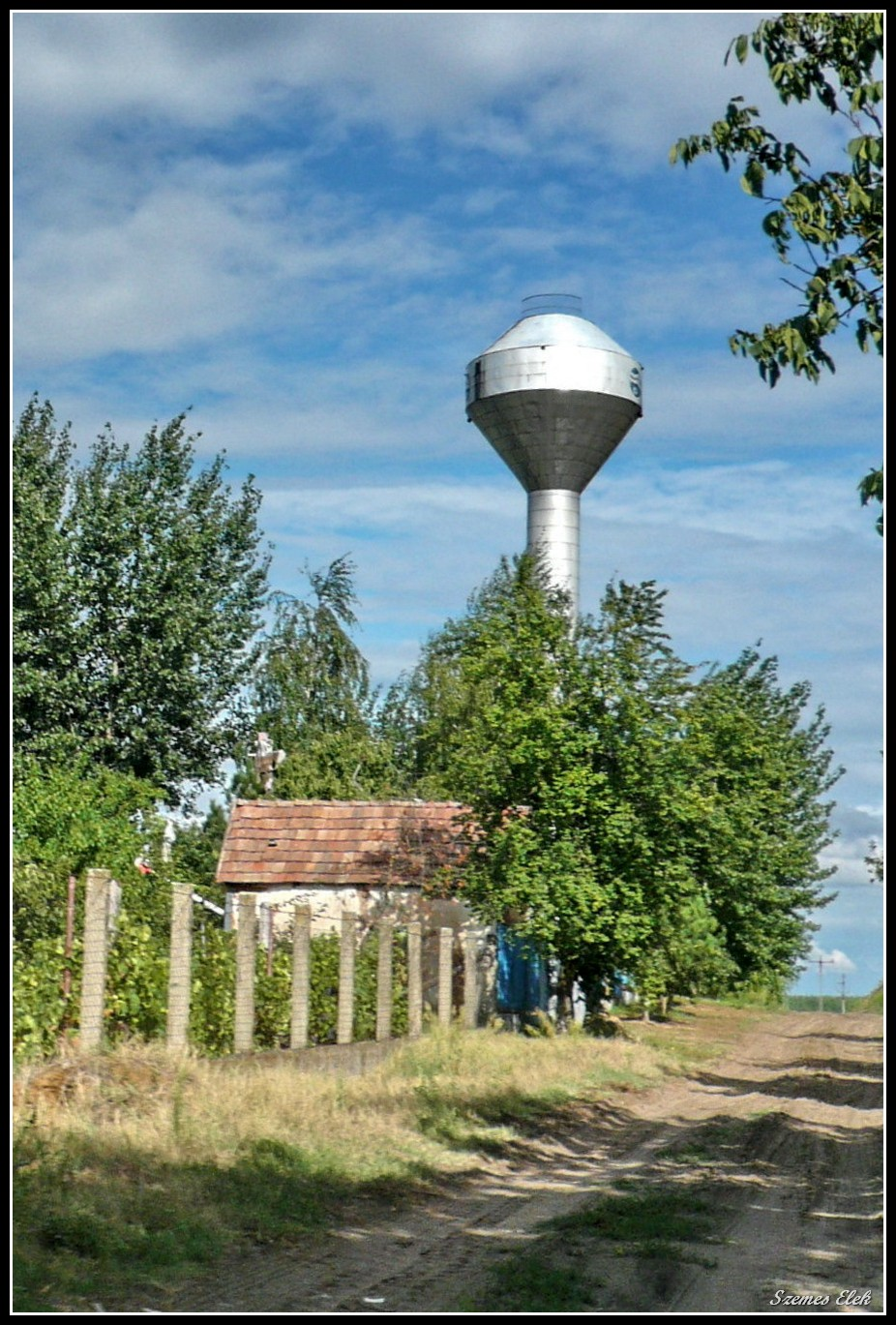
Wasserturm in Vállaj

## Verkehr
In Vállaj trifft die Landstraße Nr. 4918 auf die Landstraße Nr. 4915, welche in südlicher Richtung zum Grenzübergang nach Rumänien und weiter in die rumänische Gemeinde Urziceni führt. Es bestehen Busverbindungen über Mérk, Fábiánháza und Nyírcsaholy nach Mátészalka. Der nächstgelegene Bahnhof befindet sich nördlich in Tiborszállás.